# Kâmpóng Spœ (prowincja)
Kâmpóng Spœ (khm. ខេត្តកំពង់ស្) – prowincja w południowej Kambodży. W 1998 roku zamieszkana przez 598 882 osoby. Dziesięć lat później miała już prawie 717 tysięcy mieszkańców.
Prowincja podzielona jest na 8 dystryktów:
- Bâséth
- Chbar Môn
- Kong Pisei
- Aôral
- Ŭdŏng
- Phnum Sruŏch
- Sâmraông Tông
- Thpông